# Ectopatria subrufescens
Ectopatria subrufescens är en fjärilsart som beskrevs av Walker 1865. Ectopatria subrufescens ingår i släktet Ectopatria och familjen nattflyn. Inga underarter finns listade i Catalogue of Life.

## Bildgalleri

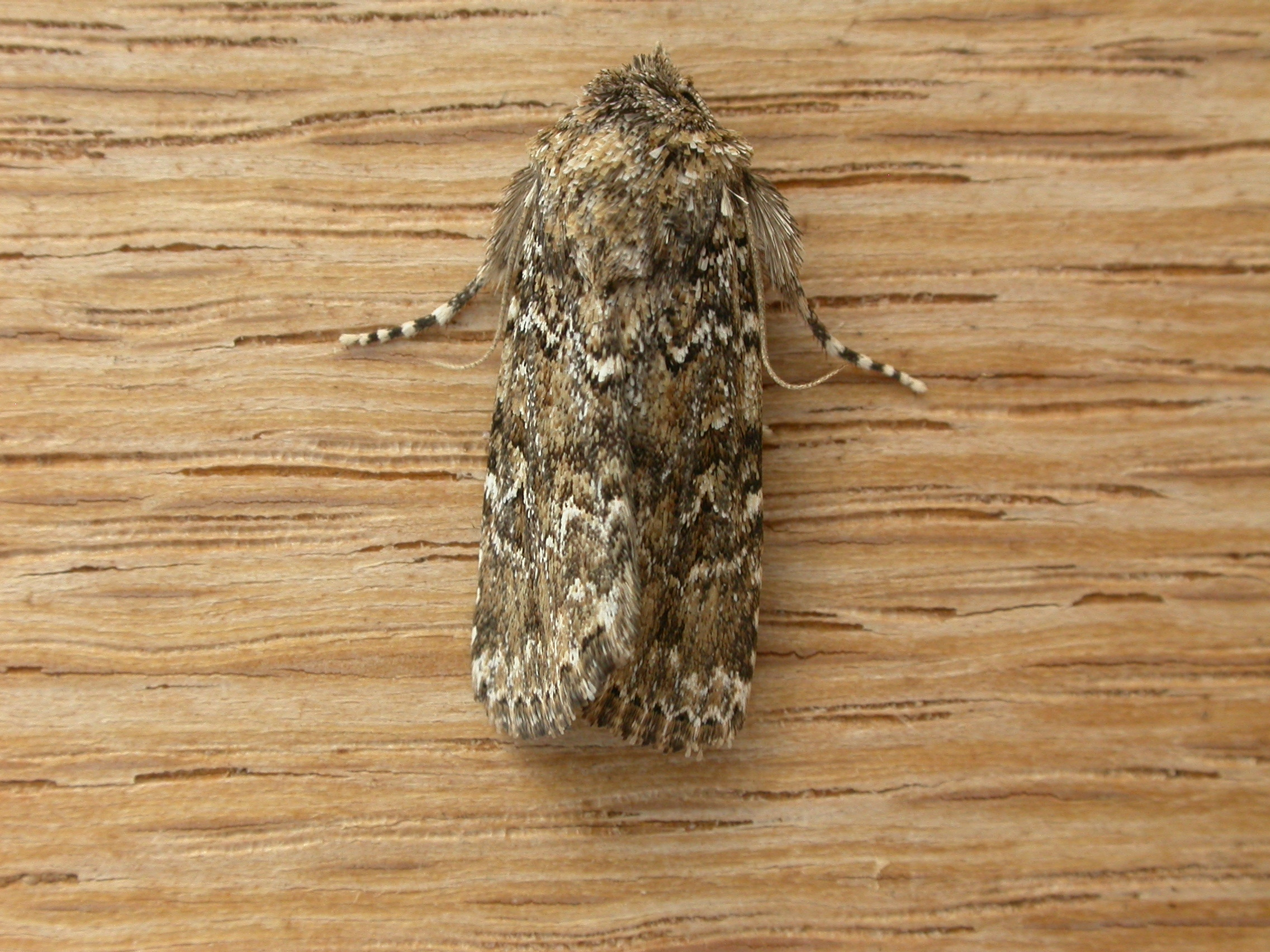